# Palaeaspilates invexata
Palaeaspilates invexata là một loài bướm đêm trong họ Geometridae.